# Пандымъюган
Пандымъюган — река в России, протекает по Советскому району Ханты-Мансийского АО. Устье реки находится в 26 км по правому берегу реки Емъюган. Длина реки составляет 27 км.

## Данные водного реестра
По данным государственного водного реестра России относится к Нижнеобскому бассейновому округу, водохозяйственный участок реки — Северная Сосьва, речной подбассейн реки — Северная Сосьва. Речной бассейн реки — (Нижняя) Обь от впадения Иртыша.